# George Nicol (Leichtathlet)
George Nicol (* 28. Dezember 1886 in Battersea, London Borough of Wandsworth; † 28. Januar 1967 in Brighton) war ein britischer Sprinter.
Bei den Olympischen Spielen 1908 in London erreichte er über 400 Meter das Halbfinale.
1912 schied er über dieselbe Distanz bei den Olympischen Spielen in Stockholm erneut im Halbfinale aus und gewann mit der britischen Mannschaft Bronze in der 4-mal-400-Meter-Staffel.
1913 wurde er mit seiner persönlichen Bestzeit von 49,4 s englischer Meister über 440 Yards.